# Paupisi
Paupisi – miejscowość i gmina we Włoszech, w regionie Kampania, w prowincji Benewent.
Według danych na I 2009 gminę zamieszkiwało 1527 osób przy gęstości 169,7 os./1 km².